# Basisklassifikation
Die (niederländische) Basisklassifikation (nl: Nederlandse basisclassificatie, BK oder NBC) ist ein durch niederländische Bibliotheken entwickeltes hierarchisches Klassifikationssystem, das speziell für wissenschaftliche Arbeiten entwickelt wurde.
Die Klassifizierung wurde Ende der 1980er Jahre unter Leitung der Königlichen Bibliothek der Niederlande eingeführt und ist seit 1990 in Gebrauch. Seither wird sie immer wieder neu bearbeitet. Die BK wird vor allem in den Niederlanden sowie im Gemeinsamen Bibliotheksverbund (GBV) verwendet. Auch der Österreichische Bibliothekenverbund setzt seit 2009 die Basisklassifikation als zusätzliches Schema zur Sacherschließung ein.

## Ziel
Das Ziel der Basisklassifikation war ursprünglich dreiteilig.
- Einteilung und Kategorisierung von wissenschaftlichen Publikationen nach Forschungsgebieten
- Suchfunktion und Themenentschlüsselung von Büchern und Zeitschriften durch wissenschaftliche Bibliotheken
- Koordination der Sammlung in den niederländischen wissenschaftlichen Bibliotheken

In der Praxis wird die Basisklassifikation zusammen mit einem Wortsystem benutzt, das aus Schlagwörtern, Andeutungen von Ort und Zeit, Genre und dem Autorennamen besteht.

## Entwicklung
Die BK wurde in Zusammenarbeit mehrerer wissenschaftlicher Bibliotheken erarbeitet. Eine erste Version der BK war nur zum Teil automatisiert und wurde ab 1990 eingeführt. Die Deutschsprachigen Ausgaben folgten ab 1992 durch das  PICA-Projekt Niedersachsen / Projektgruppe Sacherschließung und anschließend der Facharbeitsgruppe Sacherschliessung des Niedersächsischen Bibliotheksverbund (GBV).
| Datum         | Ausgabe                  |
| ------------- | ------------------------ |
| November 1992 | Erstausgabe              |
| Januar 1995   | 2. überarbeitete Ausgabe |
| April 2000    | 3. erweiterte Ausgabe    |
| Dezember 2004 | 1. Ergänzungslieferung   |
| Mai 2008      | 2. Ergänzungslieferung   |
| Juli 2009     | 3. Ergänzungslieferung   |
| Dezember 2011 | 4. Ergänzungslieferung   |

## Aufbau
Die Basisklassifikation ist aufgeteilt in 5 Bereiche mit insgesamt 48 Hauptklassen und 2086 Unterklassen. Die vollständige Liste ist sowohl im niederländischen Original als auch in englischer Sprache verfügbar. Dazu kommt eine deutsche Übersetzung.
Hauptklassen der Basisklassifikation
- 01 – Allgemeines
- 02 – Wissenschaft und Kultur allgemein
- 05 – Kommunikationswissenschaft
- 06 – Information und Dokumentation
- 08 – Philosophie
- 10 – Geisteswissenschaften allgemein
- 11 – Theologie, Religionswissenschaft
- 15 – Geschichte
- 17 – Sprach- und Literaturwissenschaft
- 18 – Einzelne Sprachen und Literaturen
- 20 – Kunstwissenschaften
- 21 – Einzelne Kunstformen
- 24 – Theater, Film, Musik
- 30 – Naturwissenschaften allgemein
- 31 – Mathematik
- 33 – Physik
- 35 – Chemie
- 38 – Geowissenschaften
- 39 – Astronomie
- 42 – Biologie
- 43 – Umweltforschung, Umweltschutz
- 44 – Medizin
- 46 – Tiermedizin
- 48 – Land- und Forstwirtschaft
- 49 – Hauswirtschaft
- 50 – Technik allgemein
- 51 – Werkstoffkunde
- 52 – Maschinenbau, Energietechnik, Fertigungstechnik
- 53 – Elektrotechnik
- 54 – Informatik
- 55 – Verkehrstechnik, Verkehrswesen
- 56 – Bauwesen
- 57 – Bergbau
- 58 – Chemische Technik, Umwelttechnik, verschiedene Technologien
- 70 – Sozialwissenschaften allgemein
- 71 – Soziologie
- 73 – Ethnologie, Volkskunde
- 74 – Geographie, Raumordnung, Städtebau
- 76 – Sport, Freizeit, Erholung
- 77 – Psychologie
- 79 – Sozialpädagogik, Sozialarbeit
- 80 – Pädagogik
- 81 – Bildungswesen
- 83 – Volkswirtschaft
- 85 – Betriebswirtschaft
- 86 – Recht
- 88 – Verwaltungslehre
- 89 – Politikwissenschaft

## Belege
1. ↑  Vereinbarung über die Nutzung der Basisklassifikation. Abgerufen am 6. März 2018.
2. ↑  Basisklassifikation für den Bibliotheksverbund Niedersachsen/Sachsen-Anhalt/Thüringen. Zweite überarbeitete Ausgabe. Überarbeitet durch die Facharbeitsgruppe Sacherschließung, 1995
3. ↑  Basisklassifikation. 3. erweiterte Ausgabe 2000